# 大佐野町
大佐野町（おおざのちょう）は、岐阜県各務原市の地名。現行行政町名は大佐野町一丁目から三丁目。

## 地理
各務原市の稲羽地区の西部（旧・中屋村）に属する。
町域の東部は上戸町、上中屋町、西部は下中屋町、小佐野町、南部は下中屋町、北部は小佐野町、三井町である。
町域には新境川が流れる。
道路
- 県道95号芋島鵜沼線
- 県道114号一宮各務原線（三井街道）
- 木曽川街道
- 稲羽本通り

## 歴史
江戸時代、この地域は羽栗郡大佐野村であった。1889年（明治22年）に 町村制により、大佐野村が発足。1897年（明治30年）に大佐野村、下中屋村、松本村、上中屋村、成清村、神置村と合併し羽島郡中屋村が発足し中屋村大字大佐野となる。
1955年（昭和30年）に稲葉郡更木村、前宮村、羽島郡中屋村が合併、稲羽町が発足すると稲羽町大佐野町に改称。1963年（昭和38年）、蘇原町、鵜沼町、鵜沼町、稲羽町が合併し各務原市が発足すると、各務原市大佐野町となる。
1981年（昭和56年）8月20日、稲羽西部土地改良区の区画整理により、大佐野町と下中屋町の一部をもって大佐野町一丁目から三丁目が成立。

## 世帯数と人口
2024年（令和6年）10月1日現在の世帯数と人口は以下の通りである。
| 丁目           | 世帯数  | 人口  |
| -------------- | ------- | ----- |
| 大佐野町一丁目 | 85世帯  | 212人 |
| 大佐野町二丁目 | 123世帯 | 229人 |
| 大佐野町三丁目 | 62世帯  | 152人 |
| 計             | 270世帯 | 593人 |

## 小・中学校の学区
市立小・中学校に通う場合、学区は以下の通りとなる。
| 番・番地等 | 小学校                 | 中学校               |
| ---------- | ---------------------- | -------------------- |
| 全域       | 各務原市立稲羽西小学校 | 各務原市立稲羽中学校 |

## 主な施設
- 各務原市立稲羽西小学校
- 大佐野町公民館
- 神明神社
- 金龍寺

## 交通
- 各務原市ふれあいバス稲羽線